# Johannes Hessen
Johannes Hessen (14 de setembro de 1889 — 2 de setembro de 1971) foi um filósofo e teólogo católico alemão.

## Vida
Johannes Hessen nasceu em uma família de agricultores e estudou na faculdade Augustinianum Gaesdonck em teologia e filosofia. Após sua ordenação em 1914 em Münster, Hessen foi para Duisburg e Nicolette, aonde serviu como pastor. Em 1916 apresenta em Munster sua tese de doutoramente em teologia sobre “St. Agostinho após a fundação do conhecimento“. Dois anos mais tarde, em Würzburg, apresenta sua tese de doutorado em filosofia neo-kantiana da religião.
O encontro com Max Scheler, no inverno de 1918/19 foi muito importante para Hessen, o então professor habilitado em Colónia, colabora para que em 1921 este tenha sua licença de ensino para filosofia do sujeito adjudicada. Assim começou Hessen suas atividades de ensino e investigação, vertendo sobre uma grande variedade de fontes filosóficas. 
Por possuir sempre em sua mente a obra de St. Agostinho, Hessen desconfia da teologia contemporânea, que se aproxima especialmente em Tomás de Aquino, afastando-se daquele. 
O confronto com as autoridades da Igreja em 1928 levou à proibição do livro de Hessen, “a filosofia de Tomás de Aquino e a epistemologia“, pelos bispos de Colônia e Münster. O Cardeal de Colônia, Karl Joseph Schulte, chegou a suspender Hessen como professor, mas não prevalecerá a decisão.
Hessen, dependente dos valores da tradição ocidental, e rejeitando o darwinismo social e outras ideologias do nacional-socialismo, o coloca em evidente contraste com o regime vigente desde 1933 na Alemanha. Como resultado, foi retirada a venia legendi e interrompido o pagamento do seu salário. Ademais, teve três de seus livros confiscados, foi proibido de falar , e, finalmente, foi ameaçado de confinamento em campos de concentração.  
Isolando-se em Aegidienberg, completa os três volumes de seus estudos didáticos de filosofia, escritos que seriam publicado em 1947-50.
Depois da guerra, Hessen teve que esperar nove anos para, em 1954, ser restituido ao seu antigo cargo de professor, contando com o apoio de 
figuras conhecidas como Konrad Adenauer, Romano Guardini e Karl Jaspers. 
Por ocasião de seu 80º Aniversário, em 1969, foi nomeado pelo Papa Paulo VI prelado papal honorário.
Faleceu em 2 de setembro de 1971, sendo sepultado em Aegidienberg, distrito de Bad Honnef.

## Obra
- Die Begründung der Erkenntnis nach dem hl. Augustinus. Münster: Aschendorff 1916. (dissertação teolog.)
- Die Absolutheit des Christentums. Colónia: Bachem 1917.
- Mercier als Philosoph. Mönchengladbach: Sekretariat Sozialer Studentenarbeit 1918.
- Die Religionsphilosophie des Neukantianismus. Freiburg i. Br.: Herder 1919. (dissertação filosófica).
- Die unmittelbare Gotteserkenntnis nach dem hl. Augustinus. Paderborn: Schöningh 1919.
- Der augustinische Gottesbeweis. Münster: Schöningh 1920.
- Augustinische und thomistische Erkenntnislehre. Paderborn: Schöningh 1921.
- Hegels Trinitätslehre. Freiburg i. Br.: Herder 1922.
- Patristische und scholastische Philosophie. Breslau (Wrocław): Hirt 1922.
- Die philosophischen Strömungen der Gegenwart. Kempten: Kösel 1922.
- Die Kategorienlehre Eduard von Hartmanns und ihre Bedeutung für die Gegenwart. Leipzig: Meiner 1924
- Augustinus und seine Bedeutung für die Gegenwart. Estugarda: Strecker & Schröder 1924.
- Gotteskindschaft. Breslau: Franke 1924.
- Erkenntnistheorie. Berlim e Bona: Dümmler 1924.
- Die Weltanschauung des Thomas von Aquin. Estugarda: Strecker & Schröder 1926.
- Unser Vater. Rottenburg: Bader 1926.
- Das Kausalprinzip. Augsburg: Filsei 1928.
- Augustinus Metaphysik der Erkenntnis. Berlim e Bona: Dümmler 1931.
- Christus der Meister des Lebens. Breslau: Franke 1931.
- Das Substanzproblem in der Philosophie der Neuzeit. Berlin und Bonn: Dümmler 1932.
- Die Methode der Metaphysik. Berlim e Bona: Dümmler 1932.
- Der Sinn des Lebens. Köln: Selbstverlag 1933.
- Von der vollkommenen Freude. Breslau: Franke 1934.
- Licht, Liebe, Leben. Wiesbaden: Matthias-Grünewald-Verlag 1935.
- Der deutsche Genius und sein Ringen um Gott. Colónia: Selbstverlag 1936.
- Von Gott kommt uns ein Freudenlicht. Breslau: Franke 1936.
- Briefe an Suchende, Irrende, Leidende. Regensburg: Pustet 1936.
- Die Geistesströmungen der Gegenwart. Freiburg i. Br.: Herder 1937.
- Wertphilosophie. Paderborn: Schöningh 1937.
- Die Werte des Heiligen. Eine neue Religionsphilosophie. Regensburg: Pustet 1938.
- Platonismus und Prophetismus. Die antike und die biblische Geisteswelt in strukturvergleichender Betrachtung. Munique: Reinhardt 1939.
- Das Herrngebet. Munique: Ars sacra 1940.
- Die Ewigkeitswerte der deutschen Philosophie. Hamburg: Hoffmann & Campe 1942.
- Gott im Zeitgeschehen. Bonn: Schwippert 1946.
- Der geistige Wiederaufbau Deutschlands. Reden über die Erneuerung des deutschen Geisteslebens. Stuttgart: Schröder 1946.
- Luther in katholischer Sicht. Bonn: Röhrscheid 1947.
- Die Frohbotschaft für die Menschen von heute. Essen: Chamier 1947.
- Von der Aufgabe der Philosophie und dem Wesen des Philosophen. Heidelberg: Winter 1947.
- Existenzphilosophie. Essen: Chamier 1947.
- Lehrbuch der Philosophie, I. Bd.: Wissenschaftslehre. Munique: Reinhardt 1947.
- Die Philosophie des hl. Augustinus. Nuremberga: Glock & Lutz 1947.
- Lehrbuch der Philosophie, II. Bd.: Wertlehre. Munique: Reinhardt 1948.
- Religionsphilosophie, I. Bd. Methoden und Gestalten der Religionsphilosophie; II. Bd.: System der Religionsphilosophie. Essen: Chamier 1948.
- Max Scheler. Eine kritische Einführung in seine Philosophie. Essen: Chamier 1948.
- Wesen und Wert der Philosophie. Nuremberga: Glock & Lutz 1948.
- Lehrbuch der Philosophie, III. Bd.: Wirklichkeitslehre. Munique: Reinhardt 1949.
- Geistige Kämpfe der Zeit im Spiegel eines Lebens. Nuremberga: Glock und Lutz 1959. (autobiografia.)